# Репина, Полина Викторовна
Поли́на Ви́кторовна Ре́пина (род. 29 июня 1990) — казахстанская легкоатлетка, специалистка по спортивной ходьбе и марафону. Выступает за сборную Казахстана по лёгкой атлетике с 2008 года, многократная победительница первенств национального значения, призёрка ряда крупных международных стартов, участница летних Олимпийских игр в Рио-де-Жанейро. Мастер спорта международного класса Республики Казахстан.

## Биография
Полина Репина родилась 29 июня 1990 года. Занималась лёгкой атлетикой под руководством тренера Набека Жалетденова. Окончила Казахский национальный университет имени аль-Фараби.
Впервые заявила о себе на международном уровне в сезоне 2008 года, когда вошла в состав казахстанской сборной и выступила на Кубке мира по спортивной ходьбе в Чебоксарах, где в гонке юниорок на 10 км заняла 39-е место.
В 2010 году на чемпионате Казахстана в Шымкенте одержала победу в дисциплине 20 000 метров.
В 2012 году стартовала на Кубке мира в Саранске, на дистанции 20 км показала 80-й результат. Помимо этого, в дисциплине 20 000 метров победила на чемпионате Казахстана в Алма-Ате.
В 2014 году на Кубке мира в Тайцане в ходьбе на 20 км финишировала 71-й.
В 2015 году попробовала себя в марафонском беге, финишировала второй на Алматинском марафоне, уступив лишь Гульжанат Жанатбек.
В 2016 году заняла 23-е место на чемпионате Азии по спортивной ходьбе в Номи и 63-е место на командном чемпионате мира в Риме, тогда как на соревнованиях Gran Premio Cantones в Ла-Корунье закрыла двадцатку сильнейших и установила свой личный рекорд в дисциплине 20 км — 1:34:37. Выполнив олимпийский квалификационный норматив (1:36:00), удостоилась права защищать честь страны на летних Олимпийских играх в Рио-де-Жанейро — в ходе прохождения дистанции в 20 км была дисквалифицирована за нарушение техники ходьбы (судьи трижды уличили её в сгибании ноги в колене).
В 2017 году заняла 28-е место на чемпионате Азии в Номи, в третий раз выиграла чемпионат Казахстана в дисциплине 20 000 метров, показала 50-й результат на чемпионате мира в Лондоне и 10-й результат на Всемирной Универсиаде в Тайбэе. Кроме того, с результатом 3:16:15 превзошла всех соперниц на Алматинском марафоне.
В 2022 году на соревнованиях в Дудинце установила личный рекорд в ходьбе на 35 км — 3:07:56. Принимала участие в чемпионате мира в Орегоне, но здесь не финишировала в связи с дисквалификацией.
За выдающиеся спортивные достижения удостоена почётного звания «Мастер спорта международного класса Республики Казахстан».
Замужем за спортивным ходоком Георгием Шейко, участником трёх Олимпийских игр.